# Mario Siciliano
Mario Siciliano (Roma, 14 dicembre 1919 – Roma, 30 dicembre 1986) è stato un regista e sceneggiatore italiano.

## Biografia
Iniziò come produttore, proprietario e dirigente della casa di produzione cinematografica Metheus, da lui fondata a Roma nel 1962 e specializzata in film avventurosi.
Dal 1967 si impegnò anche nella regia, firmando i suoi film sia con il proprio nome che con gli pseudonimi di Marlon Sirko, Luca Delli Azzeri e Lee Castle.
A partire dagli anni settanta, lavorò anche come soggettista e sceneggiatore, soprattutto per film di cui era regista o produttore; anche in questi casi adottò (oltre al proprio) i nomi d'arte indicati.
Tra i generi che ha attraversato nella sua lunga carriera, i film di avventura, gli spaghetti western, la commedia erotica provincial-campagnola, l'horror e, sul finire della carriera, il porno. 
Dopo la parentesi delle commedie sexy, approdò al cinema porno dopo il 1980. Fu lui a scoprire Marina Frajese, una delle prime pornostar italiane (benché di origini svedesi).
Poco prima del ritiro definitivo tornò brevemente al cinema d'azione.

## Filmografia

### Regia
- I vigliacchi non pregano (1968)
- Sette baschi rossi (1969)
- La lunga notte dei disertori (1970)
- I leoni di Pietroburgo (1972)
- Alleluja e Sartana figli di... Dio (1972)
- Trinità e Sartana figli di... (1972)
- Malocchio (1975)
- Una vergine in famiglia (1975)
- Campagnola bella (1976)
- Quel pomeriggio maledetto (1977)
- Scorticateli vivi (1978)
- Erotic Family (1980)
- La zia svedese (1980)
- Attenti a quelle due... ninfomani (1981)
- Carnalitá morbosa (1981)
- Porno lui erotica lei (1981)
- Sesso allegro (1981)
- Orgasmo esotico (1982)
- Orgasmo non-stop (1982)
- Rolf (1983)
- Notti calde (1984)

### Sceneggiatura e soggetto
- Racconti a due piazze (Lit à deux places) (1965) (sceneggiatura)
- Bel Ami 2000 oder Wie verführt man einen Playboy? (1966) (soggetto)
- Agent 505 – Todesfalle Beirut (1966) (sceneggiatura)
- Caccia ai violenti (1968) (dialoghi e sceneggiatura) (con lo pseudonimo di: Marlon Sirko)
- I vigliacchi non pregano (1968) (soggetto) (con lo pseudonimo di: Marlon Sirko)
- La lunga notte dei disertori – I 7 di Marsa Matruh (1970) (soggetto)
- I leoni di Pietroburgo (1971) (sceneggiatura)
- La encadenada (1975) (sceneggiatura) (con lo pseudonimo di: M. Sirko)
- Malocchio (1975) (sceneggiatura)
- Campagnola bella (1976) (sceneggiatura)
- Scorticateli vivi (1978) (sceneggiatura)
- Erotic Family (1980) (soggetto)
- La zia svedese (1980) (soggetto)
- Attenti a quelle due... ninfomani (1981) (soggetto)
- Sesso allegro (1981) (soggetto) (con lo pseudonimo di: Lee Castle)
- Porno lui erotica lei (1981) (soggetto)
- Carnalità morbosa (1981) (soggetto)
- L'amica di Sonia (1983) (sceneggiatura)
- Rolf (1984) (soggetto) (con lo pseudonimo di: Marlon Sirko)

### Produttore
- 7 dollari sul rosso, regia di Alberto Cardone (1966)

### Produttore esecutivo
- Meglio baciare un cobra, regia di Massimo Pirri (1986)